# Devenilia corearia
Devenilia corearia är en fjärilsart som beskrevs av John Henry Leech 1891. Devenilia corearia ingår i släktet Devenilia och familjen mätare. Inga underarter finns listade i Catalogue of Life.